# Diphyus montivagans
Diphyus montivagans là một loài tò vò trong họ Ichneumonidae.